# Villeda Morales (Honduras)
Ramón Villeda Morales es un municipio del departamento de Gracias a Dios en la República de Honduras.

## Toponimia
Lleva el nombre por Ramón Villeda Morales, Presidente de Honduras desde 1957 a 1963.

## Límites
| Orientación | Límite                                      |
| ----------- | ------------------------------------------- |
| Norte       | Mar Caribe                                  |
| Sur         | República de Nicaragua                      |
| Este        | Mar Caribe                                  |
| Oeste       | Municipio de Puerto Lempira, Gracias a Dios |

## División Política
Aldeas: 13 (2013)
Caseríos:
| Código | Aldea                         |
| ------ | ----------------------------- |
| 090601 | Raya (cabecera del municipio) |
| 090602 | Benk                          |
| 090603 | Iralaya o Ilaya               |
| 090604 | Kalpo                         |
| 090605 | Karasunta o Karasualtla       |
| 090606 | Klubki                        |
| 090607 | Kruta o Walpatara             |
| 090608 | Mangotara                     |
| 090609 | Nueva Guinea                  |
| 090610 | Pakwi                         |
| 090611 | Tusidaksa                     |
| 090612 | Usibila                       |
| 090613 | Wangkiawala o San Bernardo    |